# 貝茲帕利夫卡 (村莊)
49°35′48″N 36°9′50″E / 49.59667°N 36.16389°E
貝茲帕利夫卡（烏克蘭語：Безпалівка）是位於烏克蘭東部的村莊，由哈爾科夫州丘胡伊夫区的茲米伊夫市鎮負責管轄。該村始建於1685年，面積7.13平方公里，海拔高度207米，2001年人口590，人口密度每平方公里82.8人。